# Betakaroten

Strukturformel.

Betakaroten, β-karoten summaformel C40H56, är en terpenoid och antioxidant som är ett förstadium till A-vitamin (provitamin A). Betakaroten finns i vegetabilier, som till exempel morötter och grönkål.